# Siarhiej Alejnikau
Siarhiej Jauhieniewicz Alejnikau (biał. Сяргей Яўгеньевіч Алейнікаў, ros. Сергей Евгеньевич Алейников, Siergiej Jewgieniewicz Alejnikow; ur. 7 listopada 1961 w Mińsku) – białoruski piłkarz, grający najczęściej w pomocy, reprezentant Związku Radzieckiego, srebrny medalista Euro 1988, trener piłkarski.

## Kariera piłkarska
Jeden z najbardziej znanych zawodników radzieckich pochodzących z Białorusi. Największą sławę zdobył występując w drużynie Dynama Mińsk. Jako gracz tego klubu zdobył w 1982 Mistrzostwo Związku Radzieckiego. W 1989, po kilku sezonach udanych występów w klubie ze stolicy Białoruskiej SRR, przeniósł się do włoskiego Juventusu, gdzie już występował inny gracz Sbornej Aleksandr Zawarow. Żadnemu z nich nie udało się jednak zrobić kariery na Półwyspie Apenińskim, choć przyczynili się do zdobycia przez Juventus Pucharu Włoch oraz Pucharu UEFA w 1990. Później przeniósł się do US Lecce. Grał również w lidze japońskiej i szwedzkiej, by na zakończenie kariery powrócić do Włoch.
W latach 1984, 1986 i 1988 zwyciężał w plebiscytach na najlepszego piłkarza Białorusi, zaś w 2003 został wybrany Złotym Graczem Białorusi z okazji 50-lecia UEFA.

### Reprezentacja
Jako zawodnik Dynama Mińsk trafił do pierwszej reprezentacji ZSRR. Zadebiutował w niej 28 marca 1984 towarzyskim meczem z RFN. Był jednym z kluczowych zawodników drużyny reprezentacyjnej prowadzonej w latach 1984–1986 przez Eduarda Małofiejewa, który wcześniej prowadził Alejnikaŭa jako trener mińskiego Dynama. Po dymisji Małofiejewa w 1986 równie dużym zaufaniem obdarzył Alejnikaŭa nowy selekcjoner Walery Łobanowski. Alejnikaŭ uczestniczył w Mistrzostwach Świata w 1986 w Meksyku oraz Mistrzostwach Europy w 1988 w Niemczech Zachodnich, na których gracze Sbornej sięgnęli po srebrny medal. Jako gracz Juventusu Alejnikaŭ brał udział w rozgrywanym we Włoszech Mundialu 1990. W 1992 wystąpił na Mistrzostwach Europy w Szwecji w barwach reprezentacji Wspólnoty Niepodległych Państw. Tam też, rozegranym 18 czerwca meczem ze Szkocją zakończył występy w drużynie ZSRR i WNP. Ogółem rozegrał w niej 77 gier, strzelając 6 bramek. Zaliczył również 4 mecze w reprezentacji niepodległej Białorusi (1992–1994).

## Kariera trenerska
Od czasu zakończenia kariery piłkarskiej pracuje jako trener. Szkolił włoskie drużyny z niższych lig, a następnie pracował z młodzieżą. W 2003 bez sukcesów prowadził drużynę Torpedo-Metałurg Moskwa. Od 2005 jest trenerem w piłkarskiej szkole Juventusu w Lecce.